# Kelechi Osemele
Kelechi Osemele (Houston, 24 giugno 1989) è un giocatore di football americano statunitense che gioca nei ruoli di offensive tackle e guardia per i Kansas City Chiefs della National Football League (NFL). Fu scelto nel corso del secondo giro (60º assoluto) del Draft NFL 2012 dai Baltimore Ravens. Al college ha giocato a football ad Iowa State.

## Carriera

### Baltimore Ravens
Il 27 aprile 2012, Osemele fu scelto nel corso del secondo giro del Draft 2012 dai Baltimore Ravens. La sua stagione regolare si concluse giocando come titolare tutte le 16 partite. I Ravens nei playoff eliminarono nell'ordine Indianapolis Colts, Denver Broncos e New England Patriots. Il 3 febbraio 2013, Kelechi partì come titolare nel Super Bowl XLVII contribuendo alla vittoria dei Ravens sui San Francisco 49ers per 34-31, laureandosi per la prima volta campione NFL. Nella stagione successiva disputò sette partite, tutte come titolare.

### Oakland Raiders
Divenuto free agent, l'8 marzo 2016 Osemele firmò con gli Oakland Raiders. A fine stagione fu convocato per il primo Pro Bowl in carriera e inserito nel First-team All-Pro.

### New York Jets
Nel 2019 Osemele passò ai New York Jets.

### Kansas City Chiefs
Il 27 luglio Osemele firmò con i Kansas City Chiefs.

## Palmarès

### Franchigia
- Super Bowl : 1

Baltimore Ravens: Super Bowl XLVII
- American Football Conference Championship: 2

Baltimore Ravens: 2012
Kansas City Chiefs: 2020

### Individuale
- Convocazioni al Pro Bowl: 2

2016, 2017
- First-team All-Pro: 1

2016